# 1131

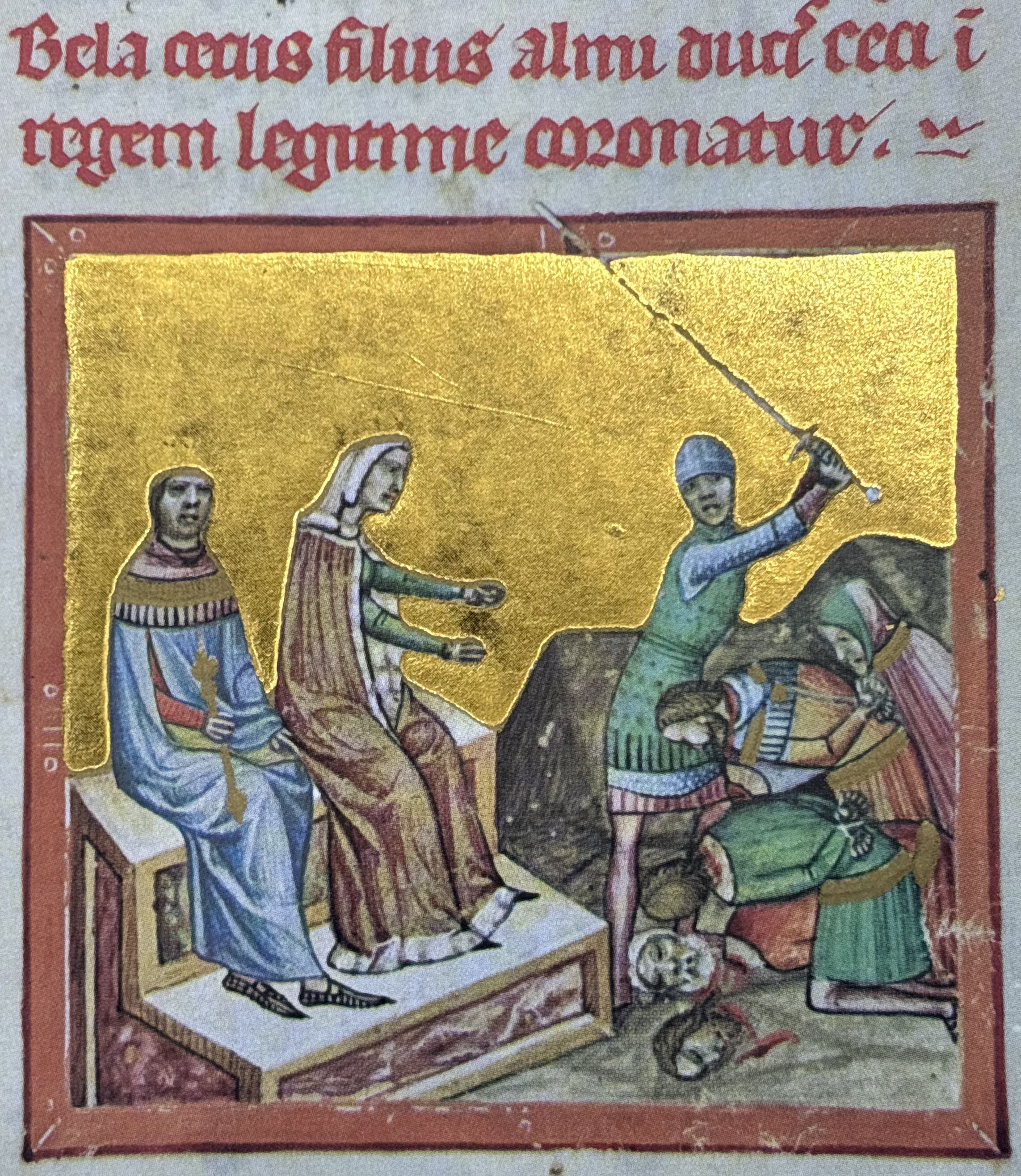
De verminkers van Béla II worden gedood

Het jaar 1131 is het 31e jaar in de 12e eeuw volgens de christelijke jaartelling.

## Gebeurtenissen
januari
- 7 - Tijdens een bijeenkomst in de bossen van Haraldsted bij Ringsted, wordt de Deense prins Knoet Lavard door zijn neef Magnus Nilsson vermoord.

februari
- 24 - De Orde van de Reguliere Kanunniken van het Heilig Kruis wordt gesticht in Coimbra.

maart
- maart -

Dirk VI wordt opnieuw graaf van Holland.
augustus
- augustus - In het Graafschap Holland komt Floris de Zwarte opnieuw tegen zijn broer Dirk VI in opstand. West-Friesland en Kennemerland stellen zich achter Floris.

zonder datum
- Boudewijn II trekt op tegen zijn dochter Alice van Antiochië. Alice wordt verslagen en verbannen, en Boudewijn II neemt het regentschap over Antiochië voor Constance over.
- Béla II wordt ondanks zijn blindheid tot koning van Hongarije gekroond. Zijn echtgenote Helena krijgt veel feitelijke macht. Zij laat een groot aantal edelen ter dood brengen omdat ze ze verdenkt van medeplichtigheid aan de blindmaking van Béla.
- Jocelin van Courtenay breidt het graafschap Edessa kort voor zijn dood uit tot aan de Tigris.
- Rogier II van Sicilië beëindigt de onafhankelijke positie van Amalfi en Bari.
- Keizer Lotharius III benoemt Lodewijk I van Thüringen tot eerste landgraaf van Thüringen.
- Gerardus van Brogne wordt heilig verklaard.
- Voor het eerst genoemd: Eygelshoven, Mark, Uelsen, Vloesberg, Wange, Wipperfürth

## Opvolging
- patriarch van Alexandrië (koptisch) - Macarius II opgevolgd door Gabriël II
- Antiochië - Bohemund II opgevolgd door zijn dochter Constance onder regentschap van dier moeder Alice
- Barcelona - Raymond Berengarius III opgevolgd door zijn zoon Raymond Berengarius IV
- Béarn - Gaston IV opgevolgd door zijn zoon Centullus VI
- Edessa - Jocelin van Courtenay opgevolgd door zijn zoon Jocelin II
- Gelre - Gerard II opgevolgd door zijn zoon Hendrik I (jaartal bij benadering)
- Holland (maart) - Floris de Zwarte opgevolgd door zijn broer Dirk VI
- Hongarije (28 april) - Stefanus II opgevolgd door zijn neef Béla II
- Jeruzalem - Boudewijn II opgevolgd door zijn dochter Melisende en dier echtgenoot Fulco van Anjou
- aartsbisdom Keulen - Frederik I van Schwarzenberg opgevolgd door Bruno II van Berg
- Provence - Raymond Berengarius III van Barcelona opgevolgd door zijn zoon Berengarius Raymond
- bisdom Straatsburg - Bruno van Hochberg opgevolgd door Gebhard van Urach

## Geboren
- 14 januari - Waldemar I, koning van Denemarken (1157-1182)
- Ladislaus II, koning van Hongarije (1162-1163)
- Filips, Frans prins en aartsdiaken (jaartal bij benadering)
- Hugo van Ibelin, Jeruzalems edelman (jaartal bij benadering)
- Rudolf van Zähringen, aartsbisschop van Mainz en prins-bisschop van Luik (jaartal bij benadering)

## Overleden
- 7 januari - Knoet Lavard (~24), hertog van Sönderjylland (Sleeswijk)
- 1 februari - Bohemund II, vorst van Antiochië (vermoord)
- 6 februari - Godfried van Calw, paltsgraaf aan de Rijn
- 19 juli - Raymond Berengarius III (48), graaf van Barcelona
- 21 augustus - Boudewijn II, koning van Jeruzalem (1118-1131)
- 13 oktober - Filips (15), kroonprins van Frankrijk
- 25 oktober - Frederik I van Schwarzenberg, aartsbisschop van Keulen
- Boyant Roger, grootmeester van de Orde van Sint-Lazarus
- Gaston IV, burggraaf van Béarn
- Jocelin van Courtenay, graaf van Edessa
- Mahmud II, sultan van de Seltsjoeken
- Stefanus II, koning van Hongarije (1116-1131)
- Wolfgerus, heer van Amstelland
- Yolanda van Gelre, echtgenote van Boudewijn III van Henegouwen
- Gerard II, graaf van Gelre (jaartal bij benadering)
- Gertrude van Komberg, echtgenote van tegenkoning Koenraad (jaartal bij benadering)
- Petrus van Bruys, Frans ketter (jaartal bij benadering)